# Вуглекисла мінеральна вода
Вуглекисла мінеральна вода - тип мінеральної води, насиченої вільним діоксидом вуглецю (CO2) у кількості, що перевищує 1000 мг/дм³. Таку воду ще називають щава.
Її утворення пов'язане з тектонічною активністю, яка дозволяє проходити CO2 з глибших шарів земної кори та насичувати неглибоко розташовані підземні води. Цей процес пов'язаний з розчиненням гірських порід та мінералізацією води  . 
Якщо насиченість вод CO2 нижча, і становить від 250 до 1000 мг / дм³, їх називають слабими вуглекислими водами. Обидва типи води використовуються в здравницях і розливаються по пляшках  . 

## Дивитись також
- Мінеральні води
- Мінералізація води
- Бутельована вода